# Quatre en ratlla
El joc del Quatre en Ratlla (també anomenat Connecta 4) és un joc de taula per a dues persones que té com a objectiu alinear quatre peces consecutives d'un mateix color. Va ser crear el 1974 per Ned Strongin i Howard Wexler pear a la Milton Bradley Company.
Regles del joc
L'objectiu d'aquest joc és alinear quatre fitxes sobre un tauler vertical format per sis files i set columnes. Cada persona disposa de 21 fitxes d'un mateix color, sovint vermelles o grogues.
Per torns, cada persona ha d'introduir una fitxa a la columna que s'estimi més (sempre que no estigui completa), de tal forma que la fitxa caigui tan avall com pugui. La partida la guanya qui aconsegueixi alinear abans quatre fitxes consecutives d'un mateix color, de forma horitzontal, vertical o en diagonal.
El Quatre en Ratlla és un joc d'estratègia abstracta on les persones contrincants disposen d'informació perfecte. Per normal general, qui jugui primer té més possibilitats de guanyar si deixa caura la seva primera fitxa a la columna central. Si ho fa a les contigües, pot forçar un empat, i si la deixa caure lluny del centre, la persona reival pot vèncer fàcilment.
Victòria
Guanya la partida qui primer aconsegueixi alinear 4 fitxes del seu color, de forma horitzontal, vertical o diagonal.
Com en d'altres jocs d'estratègia, la victòria es pot mostrar varis passos endavant, així que pot ser declarada amb antelació a la persona rival tot acceptant la derrota, si qualsevol moviment porta al mateix resultat
S'ha demostrat que la persona que juga en primer lloc pot guanyar sempre, si juga de forma perfecta.
Videojoc de 4 en ratlla
Hi ha disponible diverses versions del videojoc del quatre en ratlla, per exemple per a l'entorn de Linux Gnome.